# Kōya Tanio
Kōya Tanio (japanisch 谷尾 昂也 Tanio Kōya; * 29. Mai 1992 in der Präfektur Tottori) ist ein japanischer Fußballspieler.

## Karriere
Tanio erlernte das Fußballspielen in der Schulmannschaft der Yonago Kita High School. Seinen ersten Vertrag unterschrieb er 2011 bei Kawasaki Frontale. Der Verein spielte in der höchsten japanischen Liga, der J1 League. Im August 2013 wechselte er zum Zweitligisten Gainare Tottori. Am Ende der Saison 2013 stieg der Verein in die dritte Liga ab. Für den Verein absolvierte er 13 Ligaspiele. Danach spielte er bei Vonds Ichihara, Matsue City FC und Saurcos Fukui. 2017 wechselte er zum Zweitligisten Vanraure Hachinohe. Am Ende der Saison 2018 stieg der Verein in die dritte Liga ab. Nach insgesamt 92 Spielen für Vanraure wechselte er im Oktober 2020 zum Ligakonkurrenten Gainare Tottori. Hier stand er bis zum Ende der Saison 2021 unter Vertrag. Für Gainare absolvierte er zwanzig Ligaspiele. Im Januar 2022 wechselte er in die vierte Liga, wo er einen Vertrag in Matsue beim FC Kagura Shimane unterschrieb. Für den Verein aus Matsue bestritt er 26 Viertligaspiele. Zu Beginn der Saison 2023 unterschrieb er einen Vertrag bei seinem ehemaligen Verein Vonds Ichihara. Mit dem Verein aus Ichihara spielt er in der fünften Liga. Hier tritt er in der Kanto Soccer League (Div.1) an.